# Chris Davies
Christopher (Chris) Graham Davies (ur. 7 lipca 1954 w Lytham St Annes) – brytyjski polityk, poseł do Izby Gmin, deputowany do Parlamentu Europejskiego V, VI, VII i IX kadencji.

## Życiorys
Ukończył w 1975 studia magisterskie na Uniwersytecie Cambridge. Od połowy lat 80. do 1999 pracował na kierowniczych stanowiskach w firmach z branży PR, marketingu i komunikacji.
W latach 1980–1984 był radnym Liverpoolu, w okresie 1994–1998 radnym w Oldham. W wyborach uzupełniających w 1995 uzyskał mandat posła do Izby Gmin, którego nie utrzymał w wyborach generalnych dwa lata później.
W 1999 i 2004 z listy LD był wybierany do Parlamentu Europejskiego. W wyborach w 2009 skutecznie ubiegał się o reelekcję. W VII kadencji przystąpił ponownie wraz z liberałami do grupy Porozumienia Liberałów i Demokratów na rzecz Europy, został też członkiem Komisji Ochrony Środowiska Naturalnego, Zdrowia Publicznego i Bezpieczeństwa Żywności. W PE zasiadał do 2014, powrócił do niego w 2019.